# Cheung Suet Yee
Cheung Suet Yee (sinh ngày 29 tháng 8 năm 1965) là một vận động viên vượt rào người Hong Kong. Cô đã thi đấu trong cuộc thi chạy vượt rào 100 mét nữ tại Thế vận hội Mùa hè 1988.